# Ecofeminisme

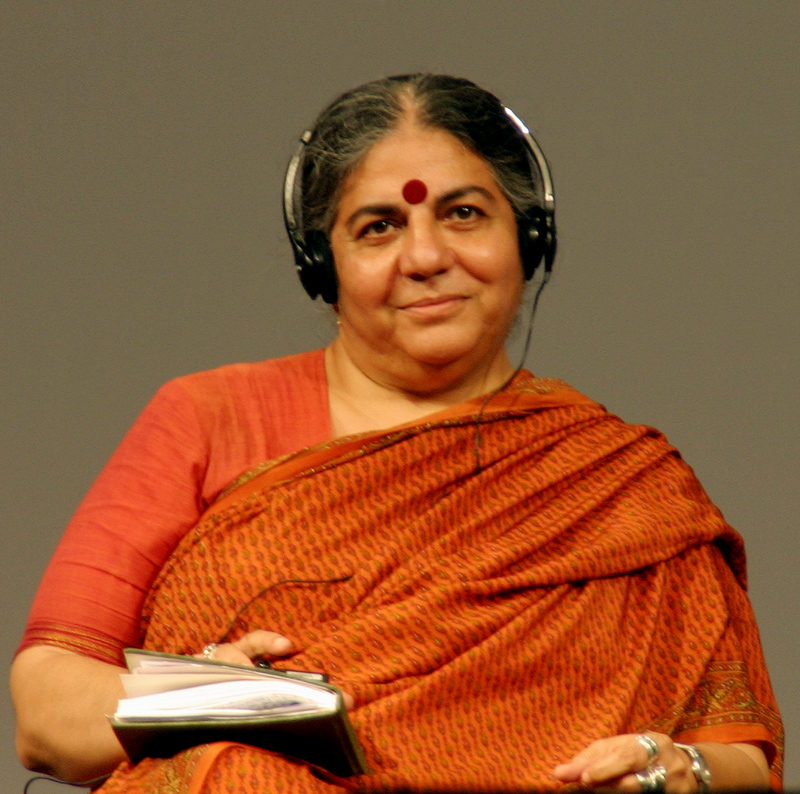
Vandana Shiva, een prominent ecofeministe

Ecofeminisme of ecologisch feminisme is een sociale en politieke stroming die ecologisme en feminisme met elkaar verbindt, waarbij sommigen een link leggen tussen diepe ecologie en feminisme. Ecofeministes veronderstellen een verband tussen de onderdrukking van vrouwen en de achteruitgang van het milieu (de natuurlijke omgeving) en onderzoeken de raakvlakken tussen seksisme, de onderwerping van de natuur, racisme, speciesisme en andere kenmerken van sociale onderdrukking. Sommig hedendaags werk benadrukt dat het kapitalistische en patriarchale systeem is gebaseerd op de overheersing van de "zuidelijke volken" (volken die leven in de landen die tot de "derde wereld" worden gerekend, waarvan het merendeel ten zuiden van de "eerste wereld" leven), vrouwen en natuur.

## Ecofeministisch onderzoek
De term ecofeminisme of ecologisch feminisme werd bedacht door de Franse feministe Françoise d'Eaubonne in 1974. Het vormt een filosofie en een beweging die ontstaan is uit een vereniging tussen feministisch en ecologisch gedachtegoed en het idee dat de maatschappelijke mentaliteit die leidt tot de overheersing en onderdrukking van vrouwen in direct verband staat met de maatschappelijke mentaliteit die leidt tot het misbruiken van het milieu. Ecofeminisme combineert groen anarchisme en bioregionalisme (bioregionale democratie) met een sterk feministisch ideaal. Aanhangers van de stroming leggen vaak de nadruk op het belang van wederzijdse relaties tussen mensen, dieren en de aarde.